# دائرة شلغوم العيد
دائرة شلغوم العيد هي من إحدى أكبر دوائر ولاية ميلة الجزائرية.

## بلديات الدائرة
- بلدية شلغوم العيد
- بلدية عين الملوك
- بلدية وادي العثمانية

## الموقع
تقع دائرة شلغوم العيد في شرق الجزائر تحدها بلدية واد العثمانية من الشرق، وتاجنانت من الغرب.لقد رشحت ولاية منتدبة سنة 2020 .
لها تاريخ عريق ارتبط بوادي الرمال حيث عرفت حضارات شعافية اثبتت البحوث مدى أهميتها ذكرها ابن خلدون في مقدمته عرفت قبل الاستعمار بسوقها -شاطودان دو رمال—وهو الاسم الدي اطلقه عليها الفرنسيون عليها وسميت بالاسم الحالي بعد الاستقلال باسم الشهيد شلغوم العيد الذي استشهد فيها واصله الحقيقي من دوار عيون العجايز التابع انذاك لبلدية تلاغمة وتعد شلغوم العيد مدينة الفيلسوف فرانس فاتون والمفكر مالك بن نبي والشهيد عبان رمضان أحد قادة الثورة الجزائرية البارزين لدى فرنسا والمحكومين عليهم بالإعدام...
كما تعد مدينة شلغوم العيد من أكبر بلديات ولاية ميلة والمرقمة 43 واكثرها شهرة نظرا لموقعها على الطريق الوطني5 فهي تعتبر خلقة وصل بين الشرق والغرب وبين الشمال والجنوب عن طريق الطريقين الولائيين49 و115 
اقتصاديا تتميز بمكانة جد عالية على المستوى الوطني حيث تحتضن معظم الصناعات الحديثة الخفيفة والثقيلة وهي من المدن المنافسة لأكبر بلديات الوطن في جميع المجالات 
تتميز بكثفة سكانية متوسطة تقارب 80 الف نسمة.
شخصيات
عمار بن يسعد العقيد الذي قاد معركة في شلغوم العيد
كمالاننسى المجاهد والشهيد الحاج الرحماني اردير وهو أيضا من مؤسسسي ثورة التحرير بمدينة التلاغمة وشلغوم العيد والذي اغتيل سنة 1965بطريق الوطني رقم 05 بايادي الغدر